# 23e prix Lambda Literary

Le 23e prix Lambda Literary a eu lieu en 2011, pour honorer les ouvrages publiés en 2010.

## Lauréats et finalistes
| Catégorie                           | Récompensé | Nommé |
| ----------------------------------- | --- | --- |
| Bisexual Fiction                    | Myrlin Hermes, The Lunatic, the Lover, and the Poet                                                                          | - Daniel Allen Cox, Krakow Melt - Ann Herendeen, Pride/Prejudice: A Novel of Mr. Darcy, Elizabeth Bennet, and Their Forbidden Lovers - Georgeann Packard, Fall Asleep Forgetting - Malena Watrous, If You Follow Me |
| Bisexual Non-Fiction                | Maria Pallotta-Chiarolli, Border Sexualities, Border Families in Schools                                                     | - Paula Byrne, Mad World: Evelyn Waugh and the Secrets of Brideshead - Michael Gregg Michaud, Sal Mineo - Patti Smith, Just Kids - Candace Walsh et Laura Andre, Dear John, I Love Jane: Women Write about Leaving Men for Women                                                                                          |
| Gay Debut Fiction                   | David Pratt, Bob the Book | - Chris Corkum, XOXO Hayden - Tom Mendicino, Probation - Tom Schabarum, The Palisades - Rob Stephenson, Passes Through |
| Gay Erotica                         | Jon Macy, Teleny and Camille                                                                                                 | - Hank Edwards, Vancouver Nights - William Holden, A Twist of Grimm: Erotic Fairy Tales for Gay Men - Richard Labonté, Best of the Best Gay Erotica 3 - Jerry Wheeler, Tented: Gay Erotic Tales from Under the Big Top |
| Gay Fiction                         | Adam Haslett, Union Atlantic                                                                                                 | - Michael Cunningham, By Nightfall - David McConnell, The Silver Hearted - Max Schaefer, Children of the Sun - Jonathan Strong, Consolation |
| Gay Memoir/Biography                | Justin Spring, Secret Historian: The Life and Times of Samuel Steward, Professor, Tattoo Artist and Sexual Renegade          | - Bryan Batt, She Ain’t Heavy, She’s My Mother - R. Tripp Evans, Grant Wood: A Life - Selina Hastings, The Secret Lives of Somerset Maugham - Gale Chester Whittington, Beyond Normal: The Birth of Gay Pride |
| Gay Mystery                         | David Lennon, Echoes | - Greg Herren, Vieux Carre Voodoo - Garry Ryan, Smoked - Richard Stevenson, Cockeyed - I. E. Woodward, Rubber Baby Buggy Bumpers |
| Gay Poetry                          | Brian Teare, Pleasure | - Greg Hewett, darkacre - Michael Klein, then, we were still living - James Schuyler, Other Flowers: Uncollected Poems - James L. White, The Salt Ecstasies |
| Gay Romance                         | Erik Orrantia, Normal Miguel                                                                                                 | - Michael Thomas Ford, The Road Home - Neil Plakcy, Three Wrong Turns in the Desert |
| Lesbian Debut Fiction               | Amber Dawn, Sub Rosa | - Katharine Beutner, Alcestis - Georgeann Packard, Fall Asleep Forgetting - Michael Sledge, The More I Owe You - Lois Walden (en), One More Stop |
| Lesbian Erotica                     | Tristan Taormino, ed., Sometimes She Lets Me: Best Butch/Femme Erotica                                                       | - Kathleen Warnock et Lea DeLaria, Best Lesbian Erotica 2011 - D Alexandria, This Is How We Do It: A Raw Mix of Lesbian Erotica |
| Lesbian Fiction                     | Eileen Myles, Inferno (a poet’s novel)                                                                                       | - Lucy Jane Bledsoe, Big Bang Symphony - Carol Guess, Homeschooling - Zelda Lockhart, Fifth Born II: The Hundredth Turtle - Zoe Whittall, Holding Still for as Long as Possible |
| Lesbian Memoir/Biography            | Barbara Hammer, Hammer! Making Movies Out of Sex and Life Julie Marie Wade, Wishbone: A Memoir in Fractures                  | - Katherine A. Briccetti, Blood Strangers - Amie Klempnauer Miller, She Looks Just Like You: A Memoir of (Nonbiological Lesbian) Motherhood - Chely Wright, Like Me: Confessions of a Heartland Country Singer |
| Lesbian Mystery                     | Val McDermid, Fever of the Bone                                                                                              | - Kim Baldwin et Xenia Alexiou, Missing Lynx - Stella Duffy, Parallel Lies - Ellen Hart, The Cruel Ever After - J. M. Redmann, Water Mark |
| Lesbian Poetry                      | Anna Swanson, The Nights Also                                                                                                | - Jen Currin, The Inquisition Yours - Elizabeth J. Colen, Money for Sunsets - Eleanor Lerman, The Sensual World Re-Emerges - Laurie MacFadyen, White Shirt |
| Lesbian Romance                     | Cate Culpepper, River Walker                                                                                                 | - Georgia Beers, Starting from Scratch - Karin Kallmaker, Above Temptation - Ann Roberts, Beacon of Love - Lindsey Stone, Awakening to Sunlight |
| LGBT Anthology                      | Kate Bornstein et S. Bear Bergman, Gender Outlaws: The Next Generation                                                       | - Tisa Bryant et Ernest Hardy, War Diaries - David M. Halperin et Valerie Traub, Gay Shame - Sassafras Lowrey, Kicked Out - Radclyffe, Best Lesbian Romance 2010 |
| LGBT Children's/Young Adult         | Jane Eagland, Wildthorn | - Catherine Ryan Hyde, Jumpstart the World - James Klise, Love Drugged - Justin Richardson et Peter Parnell, Christian, the Hugging Lion - Vivek Shraya, God Loves Hair |
| LGBT Drama                          | Maureen Angelos, Dominique Dibbell, Peg Healey et Lisa Kron, Oedipus at Palm Springs: A Five Lesbian Brothers Play           | - Tarell Alvin McCraney, The Brother/Sister Plays - Bryden MacDonald, With Bated Breath - Octavio Solis, Lydia - Daniel Talbott, Slipping |
| LGBT Non-Fiction                    | Virginie Despentes, King Kong Theory                                                                                         | - Stuart Biegel, The Right to Be Out: Sexual Orientation and Gender Identity in America’s Public Schools - Emma Donoghue, Inseparable: Desire Between Women in Literature - Noach Dzmura, Balancing on the Mechitza: Transgender in Jewish Community - Jallen Rix, Ex-Gay No Way: Survival and Recovery from Sexual Abuse |
| LGBT Science Fiction/Fantasy/Horror | Sandra McDonald, Diana Comet and Other Improbable Stories                                                                    | - Nene Adams, Flowers of Edo - Steve Berman, Wilde Stories 2010: The Year’s Best Gay Speculative Fiction - Jane Fletcher, Wolfsbane Winter - Tanith Lee, Disturbed by Her Song |
| LGBT Studies                        | Scott Herring, Another Country: Queer Anti-Urbanism Gayle Salamon, Assuming a Body: Transgender and Rhetorics of Materiality | - Deborah Cohler, Citizen Invert Queer: Lesbianism and War in Early Twentieth-Century Britain - Rafael de la Dehesa, Queering the Public Sphere in Mexico and Brazil: Sexual Rights Movements in Emerging Democracies - Fran Martin, Backward Glances: Contemporary Chinese Cultures and the Female Homoerotic Imaginary  |
| Transgender Fiction                 | Zoe Whittall, Holding Still for As Long As Possible                                                                          | - Justin Hall, Diego Gomez, Fred Noland et Jon Macy, Glamazonia: The Uncanny Super Tranny - Catherine Ryan Hyde, Jumpstart the World |
| Transgender Non-Fiction             | Noach Dzmura, Balancing on the Mechitza: Transgender in Jewish Community                                                     | - Michelle Alexander et Michelle Diane Rose, The Color of Sunlight - Kate Bornstein et S. Bear Bergman, Gender Outlaws: The Next Generation - Kristen Schilt, Just One of the Guys?: Transgender Men and the Persistence of Gender Inequality - Rebecca Swan, Assume Nothing                                              |

## Prix spéciaux
| Catégorie                                           | Récompensé                  |
| --------------------------------------------------- | --------------------------- |
| Pioneer Award                                       | Edward Albee, Val McDermid  |
| Jim Duggins Outstanding Mid-Career Novelists' Prize | Alex Sánchez, Susan Stinson |